# TransChacao
TransChacao es un sistema venezolano de transporte público municipal, que funciona en Caracas dentro del Municipio Chacao en el centro geográfico de esa ciudad.
El sistema TransChacao fue ideado y puesto en funcionamiento por el alcalde Leopoldo López y continuado por su sucesor, Emilio Graterón. Inició operaciones el 19 de noviembre de 2008 con 27 unidades de transporte, cubriendo tres rutas municipales y atendiendo unos 17.000 usuarios a diario. Luego el 27 de mayo de 2009 se incorporan 29 unidades adicionales para atender 35.000 usuarios diariamente, expandiendo el sistema con tres rutas adicionales.
Todas las unidades cuentan con asientos para personas de la tercera edad, embarazadas, así como rampas de elevación para personas con discapacidad. Además algunas unidades cuentan con racks que permiten transportar bicicletas.
El horario de servicio es prestado de lunes a domingo entre las 5:30 a. m. y las 10:00 p. m.

## Rutas
- Ruta 1: Chacao - El Pedregal.
- Ruta 2: Chacao - Bucaral.
- Ruta 3: Altamira - La Floresta.
- Ruta 4: Los Palos Grandes.
- Ruta 5: El Bosque - El Rosal - Campo Alegre - La Castellana.
- Ruta 6: Bello Campo - CCCT - El Retiro.